# گرمسی
گرمسی (به فرانسوی: Grémecey) یک کمون در فرانسه است که در Canton of Château-Salins واقع شده‌است.

## خصوصیات
گرمسی ۹٫۰۴ کیلومترمربع مساحت و ۱۱۱ نفر جمعیت دارد و ۲۲۰ متر بالاتر از سطح دریا واقع شده‌است.